# Love Live! 學園偶像電影
《Love Live! 學園偶像電影》（日语：ラブライブ！The School Idol Movie）為《Love Live!》的劇場版動畫，由日昇製作，松竹發布。
官方於2014年6月電視動畫第二季播畢時，公布製作動畫劇場版的決定。劇場版電影於2015年6月13日於全日本各院線正式公開上映，由群英社作為台灣和香港的劇場版代理商。
2020年11月22日，台灣動畫代理木棉花國際宣布於多個OTT平台上架劇場版動畫，間接表示已重新代理劇場版動畫。
2024年3月15日因應本作上映十周年，本作於日本部分影廳以4DX重映。

## 劇情
故事延續在電視動畫版《Love Live!》的第二季結尾。就在三年級生畢業典禮的這一天，當她們即將步出校園時，突然收到一份來自Love Live!主辦單位的通知，第三屆LoveLive!大賽決議舉辦在秋葉巨蛋（即現實的東京巨蛋），為了能順利擴大Love Live!大賽的規模，因此對當屆的總冠軍μ's發出請託，邀請她們前往美國進行演出，以增加Love Live!大賽在大眾面前的能見度。
場景轉移到紐約，μ's的首要目標是尋找適合她們演出的場所，成員們即到紐約的各處參觀，而在搭乘地鐵的過程中穗乃果走失了，路途中恰好遇到一位正在表演的女性歌手，並幫助她返回酒店，女歌手提到她在日本與夥伴合組團體的事情，之後團體解散了，穗乃果為此感到困惑，因為μ's也在解散之際，對於μ's的未來尚未明瞭。紐約演唱會成功舉辦完成。
回到日本的眾人，馬上被機場內的許多粉絲注視著，且不只在機場，秋葉原內的各地粉絲也都團團包圍著九人，原來是因為μ's的海外演出獲得了好評，並傳遍整個秋葉原及日本各處，雖然μ's的名氣急遽上升，但早已決定好要解散μ's的眾人卻是更為困惑，因為μ's的解散消息還未對外公布，紛絲們已殷切期盼下一次演唱會，九人決議舉辦最後一次演唱會與粉絲告別，學園的理事長卻要她們繼續從事偶像活動，因為Love Live!大賽的擴大舉辦與μ's的力量不可或缺，解散與否的問題又再次圍繞在九人當中。
穗乃果在與雪穗、亞里沙與A-RISE接觸後分別有了不同的想法，但始終無法做抉擇，就在此時，紐約偶遇的女歌手突然現身，告訴穗乃果她就如童年時期一樣（這裡呼應了電影開頭的場景），不論多大的困難都能飛躍過去，繪里集了三年級成員們的心思，傳了封簡訊告訴穗乃果她們不會繼續μ's的活動，但打從心底的想繼續做校園偶像，並熱愛著校園偶像。
「正因能在有限的時間內，盡力綻放自己的光芒，我們才如此熱愛著校園偶像。」穗乃果最終得到了答案。
為了在μ's停止活動後，Love Live!在巨蛋的大賽能順利辦成，穗乃果與μ's的成員們召集了全國各地的校園偶像，想舉辦一場能夠對人們傳達校園偶像美好的演唱會，在演唱會的前日穗乃果宣布了μ's將要中止活動的消息，並希望Love Live!能持續下去，於是在μ's和A-RISE的動員下，與全國的校園偶像們共同表演的《SUNNY DAY SONG》成功舉辦完成。並拍照留念。
時光飛逝，時間來到音乃木坂的新生入學式，雪穗與亞里沙升上三年級，並迎接新生來到偶像研究部，以偶像研究部部長的身分向新生講述偶像研究部與μ's的歷史，而表演完《SUNNY DAY SONG》後的當年Love Live!大賽也將在巨蛋舉辦，而μ's在開幕式中舉行了她們最後的告別演唱會——《我們是合而為一的光芒》，並使μ's在Love Live!大賽開幕式中完美落幕後正式解散，從此μ's成為了學園偶像的傳說。

## 配音
出場人物大多和電視動畫版的配置相同，另外加入由高山南配音的原創角色「女歌手」（日语：女性シンガー）。
μ's
- 高坂穗乃果：新田惠海
- 絢瀨繪里：南條愛乃
- 南小鳥：内田彩
- 園田海未：三森鈴子
- 星空凛：飯田里穗
- 西木野真姬：Pile
- 東條希：楠田亞衣奈
- 小泉花陽：久保由利香
- 矢澤妮可：德井青空

μ's 家族成員
- 高坂雪穗：東山奈央
- 絢瀨亞里沙：佐倉綾音
- 穗乃果的母親：淺野真澄
- 小鳥的母親：日高範子
- 真姬的母親：井上喜久子
- 妮可的母親：三石琴乃

音乃木坂學院
- 淑子：三宅麻理惠
- 郁子：山本希望
- 美香：原紗友里

A-RISE
- 綺羅翼：櫻川惠
- 統堂英玲奈：松永真穗
- 優木杏樹：大橋步夕

學園偶像
- 雨宮天
- 茜屋日海夏
- 麻倉桃
- 瀨戶麻沙美
- 小松未可子
- 種田梨沙
- 加隈亞衣

外國人
- Deirdre Ikeda
- Ani S
- Danielle Tsumita
- Jenny Shima

其他
- 秋葉原記者：高森奈津美
- 羊駝：麥穗杏菜
- 神秘女歌手：高山南（关于此角色的详细说明可查看条目女歌手）

## 製作
下列為官方網站所列出的主要製作人員名單：
- 原作：矢立肇
- 原案：公野櫻子
- 監督：京極尚彥
- 腳本：花田十輝
- 角色設計：室田雄平
- 服裝設計：高橋武之
- 美術監督：守安靖尚、岡崎えりか
- 色彩設計：加藤里惠
- 設計工作：西田亞沙子
- 攝影監督：野上大地、杉山大樹
- CG製作：松實成
- 剪輯：今井大介
- 音響監督：長崎行男
- 音樂：藤澤慶昌
- 音樂製作：Lantis
- 動畫製作：日昇
- 製作：2015 Project Love Live! Movie
- 配給：松竹

## 音樂
主題曲
- 《我們是合而為一的光芒》

作詞：畑亞貴；作曲：ZAQ；編曲：EFFY；主唱：μ's
插入曲
- 《Angelic Angel》

作詞：畑亞貴；作曲：森慎太郎；編曲：倉内達矢；主唱：μ's
- 《SUNNY DAY SONG》

作詞：畑亞貴；作曲、編曲：倉内達矢；主唱：μ's
- 《Hello,細數繁星》

作詞：畑亞貴；作曲、編曲：山口朗彦；主唱：星空凛（飯田里穗）、西木野真姬（Pile）、小泉花陽（久保由利香）
- 《?←HEARTBEAT》

作詞：畑亞貴；作曲、編曲：本田光史郎；主唱：絢瀨繪里（南條愛乃）、東條希（楠田亞衣奈）、矢澤日香（德井青空）
- 《Future style》

作詞：畑亞貴；作曲、編曲：本田光史郎；主唱：高坂穗乃果（新田惠海）、南琴梨（内田彩）、園田海未（三森鈴子）
- 《Shocking Party》

作詞：畑亞貴；作曲、編曲：板垣祐介；主唱：A-RISE
- 《As Time Goes By（英语：As Time Goes By (song)）》

作詞、作曲：Herman Hupfeld；編曲：藤澤慶昌；主唱：謎之女歌手（高山南）

## 上映
《Love Live!學園偶像電影》在日本正式上映後，世界各地上映的時間亦隨之公布。
- 2015年6月13日：日本
- 2015年8月6日：香港
- 2015年8月7日：台灣
- 2015年8月下旬：泰國
- 2015年9月3日：韓國
- 2015年9月12日：美國
- 2015年9月：澳大利亞、新西蘭
- 2015年10月1日：菲律賓、馬來西亞
- 2015年10月8日：新加坡
- 2015年10月21日：印度尼西亞
- 2015年10月上旬：越南、汶萊

## 票房
電影自2015年6月13日上映以來，截至9月30日，全日本120所上映院線累計觀賞人數超過180萬人次，累計票房收入超過26億日圓，成为日本历史上票房收入最高的深夜档作品剧场版。至2015年11月，日本國內票房累計已突破28億日元。根据日本映画制作者联盟的统计，《LoveLive! 學園偶像电影》以28.4亿日元的票房收入位列2015年日本国产电影票房第8位。

## 發行
BD於2015年12月15日發售，並分為「特裝限定版」（編號：BCXA-1025）與「通常版」（編號：BCXA-1024）。特裝限定版特典內容爲「LoveLive! μ's Final LoveLive!〜μ'sic Forever♪♪♪♪♪♪♪♪♪〜」抽選券、公野櫻子原著小說、原創歌曲CD、「μ's Fan Meeting Tour 2015 ～在你的街道Love Live!～」映像、《Love Live! 學園偶像祭》遊戲序號及特製卡片「Loveca+」。
台灣DVD版本於2016年2月由博英社發行。